# Максимилиjaн Тебески
Максимилијан Тебески (лат. Макимилиан; 274-295, Тевесте, Римско царство) је ранохришћански свети мученик који је страдао под царем Диоклецијаном због отвореног исповедања хришћанства и одбијања да служи у његовој војсци.

## Биографија
Максимилијан је рођен 274. године у провинцији Нумидија Римског царства у граду Тевесте (тренутно Тебеса, Алжир, Северна Африка). Пошто је његов отац, Фабије Виктор, био војник у римској војсци, Максимилијан је такође морао да се пријави када наврши 21 годину.
По житију, 295. године, за време цара Диоклецијана, у Тевесту је одржан састанак комисије за пријем регрута за војну службу у царским трупама. Комисију су чинили следећи чиновници: проконзул Нумидије Касије Дио, тужилац ризнице пореза, царски службеник за прикупљање пореза, који је учествовао у комисији као шеф посебног пореза на ослобођене војне службе.
Житије светог Максимилијана јасно показује да је погубљен јер је одбио војну службу, што је сматрао неспојивим са хришћанском заповешћу да се непријатељи воле.
Максимилијан је тада рекао: "...Мени није дозвољено да се борим, јер сам хришћанин (...) Не могу да се борим, не могу да учиним ништа лоше. Ја сам хришћанин (...) Не могу бити војник на овом свету, ја сам војник Бога свога."
Проконзул је инсистирао: "Буди војник и узми значку."
Максимилијан: "Нећу га узети, овај знак твоје привремене моћи, и ако ми га дају, сломићу га, јер нема вредности. Ја сам хришћанин, и није ми дозвољено да носим оловни знак око врата, након што већ носим спасоносни знак Господа мог Исуса Христа, Сина Бога Живога. Не познајете Њега, који је пострадао за наше спасење, јер га је Бог дао да страда за наше грехе. Њему служимо, следимо Њега, Цара живота, дародавца благодати."
Проконзул: "...Пошто тврдоглаво одбијате да служите војни рок, добићете казну коју заслужујете као пример другима. (Чита са плоче) Максимилијан је, због тврдоглавог одбијања да положи војничку заклетву, осуђен на смрт мачем".
Максимилијан: "Хвала Господу мом!".
Максимилијан је погубљен 12. марта 295. године. Тело му је матрона Помпејана пренела у Картагину и сахранила поред мученика Кипријана.
Максимилијаново мучеништво је пример израза ранохришћанских ставова о неспојивости хришћанског учења и војне службе, које су изнели Ориген, Тертулијан, Лактанције и други теолози.
Спомен дан светога Максимилијана је 12. март.